# Lễ hội Kơ Pan
Lễ hội Kơ Pan là một lễ hội của người đồng bào dân tộc thiểu số Ê đê, Tây Nguyên. Tượng trưng cho sự giàu có của gia đình và là niềm tự hào của cả buôn.

## Biểu tượng
Kơ Pan là một chiếc ghế độc mộc, bằng gỗ nguyên khối dài khoảng 15m, rộng chừng 70 cm, cao 45–50 cm với độ dày 7–8 cm. Gỗ để làm Kơ pan phải chọn loại cây rừng lâu năm, cao, to, thẳng, gỗ tốt. Làm được Kơ Pan, đòi hỏi sức mạnh tập thể rất lớn, trong thời gian gần một chục ngày. Người chủ không chỉ phải lo đủ trâu, lợn, gà, rượu, gạo phục vụ cho bà con trong những ngày làm Kơ Pan, mà theo tục lệ còn phải là người đã tổ chức được các lễ hiến sinh, cầu sức khỏe có nhiều cuộc khoản đãi cộng đồng và có một số lượng chiêng ché lớn.

## Phần lễ
Việc tìm và chặt cây phải được bàn định trước với gia đình bên vợ (vì người Ê Đê theo chế độ mẫu hệ), sau đó, đẽo một mảnh vỏ cây nhỏ mang về cúng thần, xin được ngả cây. Sớm tinh sương một ngày đẹp trời mới đi chặt cây. Khi đi, buôn phải không có đám tang và không có tiếng mang giác mới tốt. Chủ nhà dẫn đầu đoàn người chặt cây gồm 7 người, mảng theo rìu và dùi sắt, tiếp đó là thầy cúng và người giúp việc quản lý (là anh em trai bên vợ), cuối cùng là dân làng và người nhà đi theo mang lương thực phục vụ.
Chủ nhà bổ nhát rìu đầu tiên rồi đến mọi người. Cây chặt được nếu đổ ngang dòng nước phải bỏ sao cho cây đổ dọc mới được. Khi cây được chặt sạch cành lá, chủ nhà và thầy cúng đi lên thân cây 7 lần để đuổi tà ma. Sau đó, những người thợ dùng rìu đẽo cây thành chiếc Kơ Pan có hình chiếc thuyền với những đường nét khỏe khoắn. Sau khi thầy cúng cầm rìu bổ nhẹ vào Kơ Pan theo tục lệ, mấy chục trai tráng trong buôn cùng khênh Kơ Pan về buôn trong khi những thanh niên nam nữ khác vừa đi vừa múa hát, gõ chiêng đi theo về. Đến đầu buôn, đám rước đặt Kơ Pan xuống cho thầy cúng phủ vải đỏ lên rồi mới đưa về, đặt ở vườn sau nhà chủ.
Sáng hôm sau, chiếc Kơ Pan tiếp tục được chạm khắc nối những đường nét hoa văn tinh tê mang tính biểu tượng truyền thống. Buổi trưa, khi chiếc Kơ Pan chính thức hoàn thành, mọi người trong buôn tập trung lại đưa ra cửa trước, đặt ghếch một đầu lên sàn nhà. Người chủ ăn mặc đẹp, cầm lấy khiên, kiếm đã được bày sẵn trên chiếu, đi lại trên Kơ Pan 7 lần để xua thần xấu. Chủ nhà đặt tên các Kơ Pan như một sự thông báo chính thức rằng, mình là chủ của Kơ Pan. Thầy cúng cũng bước ra và làm lễ khấn báo thần linh rằng, Kơ Pan đã có chủ.
Kơ Pan được các thanh niên trong buôn khênh vào gian khách, đặt dọc vách phía Tây nhà. Lúc này, lễ cầu Giàng mới chính thức bắt đầu. Lễ cứng gồm 1 trâu và 7 ché rượu được buộc vào 7 chiếc cột. Ché to nhất buộc ở cột ngoài cùng, thân cột bôi huyết trâu thành 7 khúc. Thầy cúng ngồi ở đầu Kơ Pan, cầm chiếc que dài nhúng vào bát đồng đựng tiết lợn pha rượu và bôi dọc theo Kơ Pan để yểm giữ tài sản cho chủ nhà. Khi việc cúng Giàng kết thúc cũng là lúc bà con ăn mừng chủ Kơ Pan.

## Phần hội
Sáng sớm hôm sau, mọi người cùng dự lễ rửa mặt cho chủ nhà, rồi giết trâu để làm lễ vật. Vật phẩm làm lễ gồm cơm nếp, cơm tẻ, thịt trâu, ngoài ra còn có mâm dụng cụ mừng chủ nhà gồm quả bàu khô đựng nước, kiếm, khiên và dép bằng da trâu. Thầy cúng làm lễ xong, cũng là lúc mọi người trong buôn mang gạo, rượu tới mừng. Theo phong tục, trước khi về mỗi người còn được nhận một gói lá nhỏ đựng thịt. Lễ xong, chủ nhà nghỉ 2 ngày không đi làm nhưng đến ngày thứ ba lại mở một